# Аргунское столкновение (поход Гази-Мухаммада на Чечню

## Аргунское столкновение (поход Гази-Мухаммада на Чечню)[1]
Аргунское столкновение — вооружённый конфликт между чеченскими жителями и силами Имамата под командованием Гази-Мухаммада. Конфликт произошёл в верховьях реки Шаро-Аргун в ходе попытки насильственного подчинения нагорной Чечни военной власти Имамата. Попытка обернулась поражением для тавлинских отрядов и продемонстрировала решимость чеченцев защищать свои семьи от внешнего давления, даже со стороны единоверцев.

## Исторический контекст
После неудачных попыток дипломатического и идеологического влияния на горную Чечню, Шамиль сменил тактику и распорядился применить силу. Он приказал своему сыну, Гази-Мухаммаду, заставить чеченцев участвовать в войне против России путём взятия аманатов (заложников) — женщин и детей.

## Ход событий
Отряды аварцев (тавлинцев), исполняя приказ Гази-Мухаммада, начали требовать от чеченцев заложников. Население отказывалось, и тогда тавлинцы начали совершать насильственные налёты на аулы: вытаскивали сыновей, дочерей, жён из домов и увозили с собой.
Сам Гази-Мухаммад находился с основными силами в верховьях реки Шаро-Аргун и ждал результатов. До того момента среди его войск были и чеченцы. Но как только распространилась весть о захвате женщин и детей, чеченские бойцы дезертировали, чтобы защитить свои семьи.
На обратном пути тавлинские отряды были перехвачены разъярёнными чеченцами. В бой вступили и те, кто ранее был вынужден подчиниться насилию. Завязалась жестокая схватка. Несмотря на отвагу тавлинцев, чеченцы, движимые яростью и праведным гневом, одержали победу. Тавлинцев сбрасывали в реку Аргун, гнали врассыпную и освободили всех захваченных аманатов.

## Последствия
- Провал миссии Гази-Мухаммада.
- Утрата влияния Имамата в горной Чечне.
- Освобождение всех заложников.
- Усиление отчуждения между Дагестаном и Чечнёй.
- Укрепление чеченской автономной самоорганизации.

## Оценка событий
Этот эпизод стал символом готовности чеченского общества защищать честь, семью и независимость от любого, кто посягает на них — будь то враг или даже союзник. Насилие над мирным населением вызвало мгновенное, мощное восстание. Даже единоверие и прежняя лояльность к Имамату не остановили чеченцев от яростного сопротивления.